# 20-я сессия Комитета всемирного наследия ЮНЕСКО

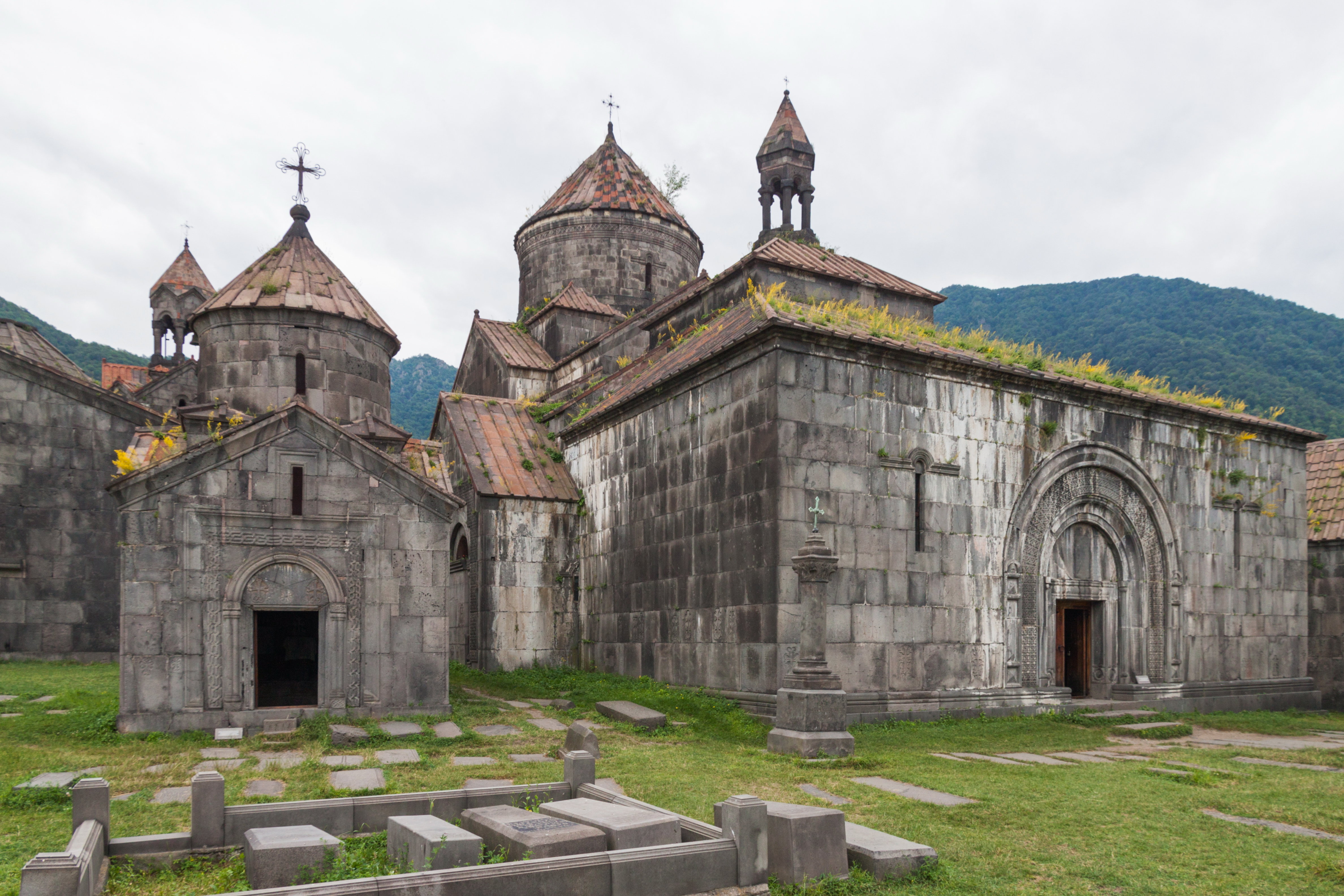
Монастырь Ахпат

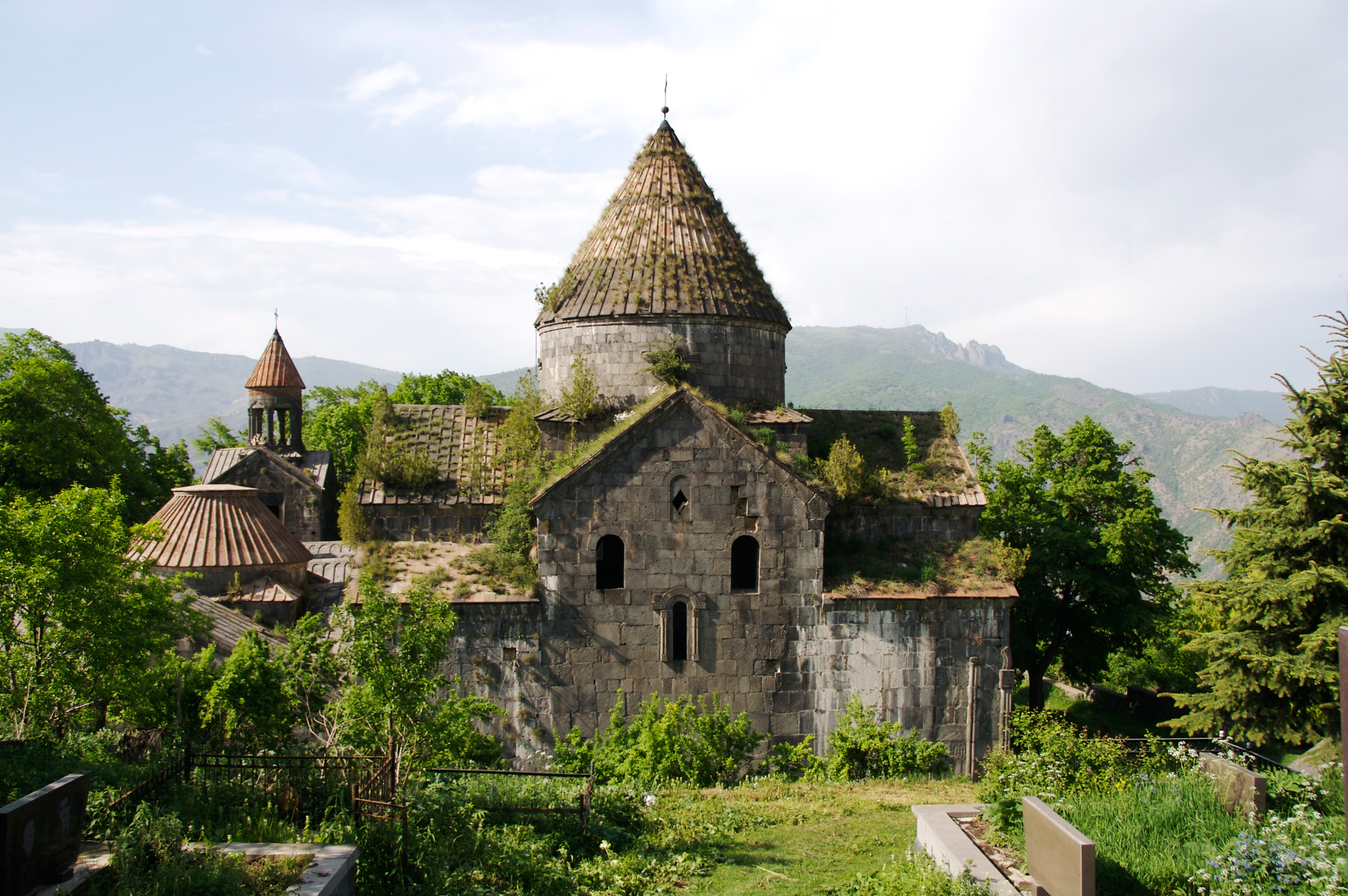
Церковь Санаин

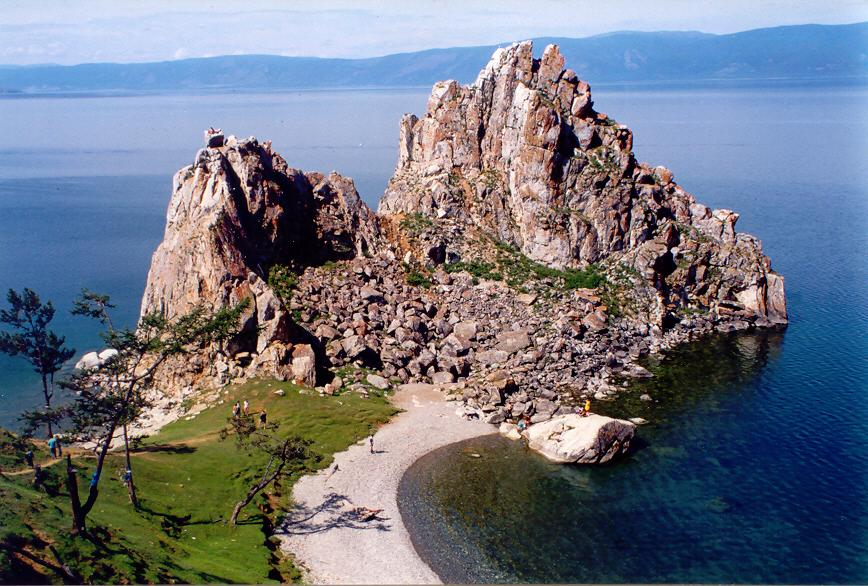
Озеро Байкал

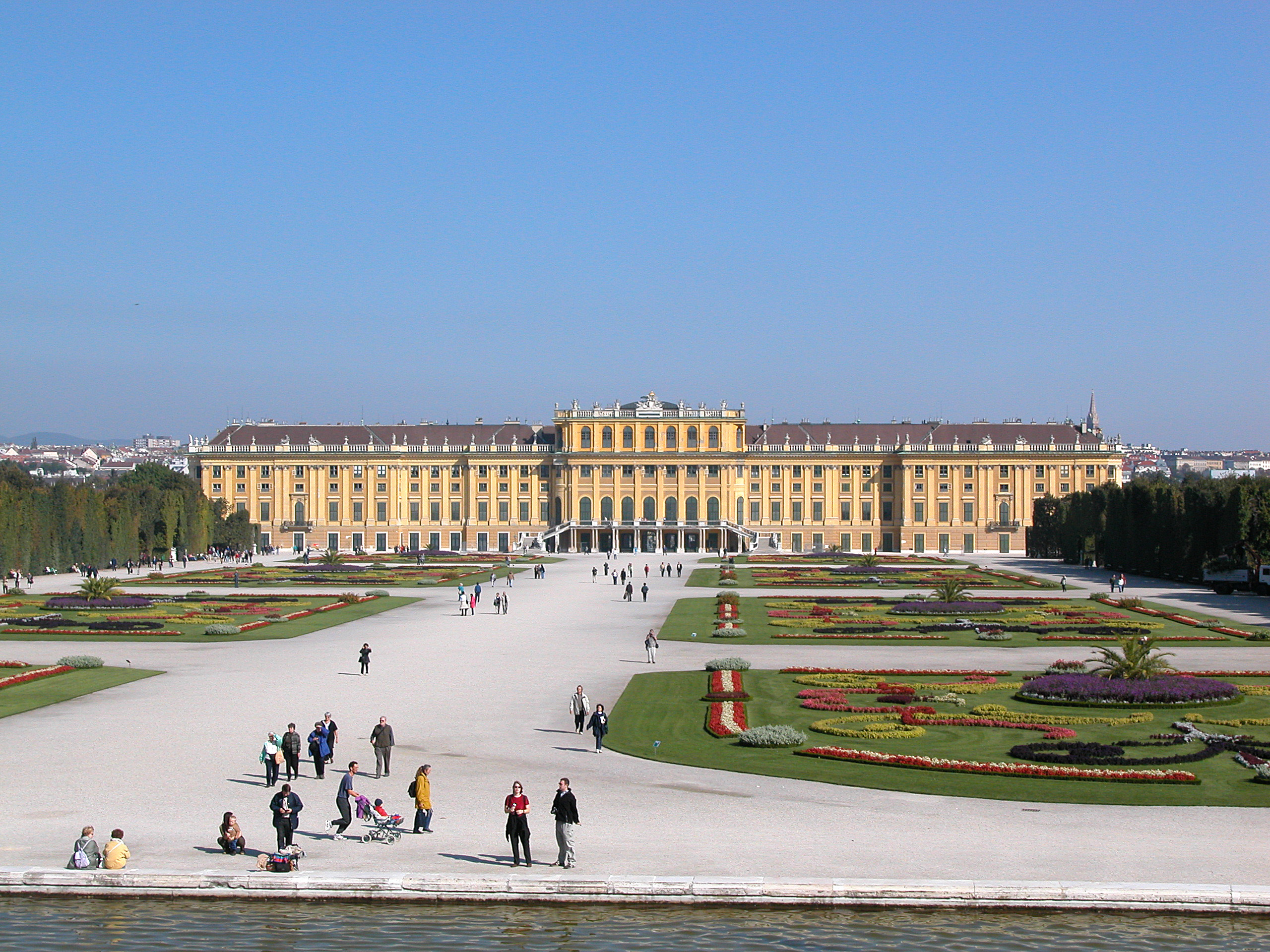
Дворец и парки Шёнбрунн

20-я сессия Комитета всемирного наследия ЮНЕСКО проходила с 2 по 7 декабря 1996 года, в Мерида (Юкатан), Мексика. Было подано 20 объектов в список всемирного наследия ЮНЕСКО. 16 объекта культурного наследия и 4 природного наследия. Таким образом, общее число регистраций достигло 378 (276 культурного наследия, 15 смешанных и 87 природных описания наследия).

## Объекты, внесённые в список всемирного наследия

### Культурное наследие
Армения: Монастыри Ахпат и Санаин (расширена в 2000 году)
Китай: Национальный парк Лушань
Германия: Кёльнский собор
Германия: Памятники архитектурной школы Баухаус в городах Веймар и Дессау
Германия: Памятные места Лютера в городах Айслебен и Виттенберг
Финляндия: Деревоперерабатывающая фабрика в Верле
Франция: Каналь-Дю-Миди или Южный канал
Грузия: Верхняя Сванетия
Греция: Археологические памятники Вергины
Венгрия: Тысячелетний бенедиктинский монастырь в Паннонхалма и его природные окрестности
Ирландия: Монастырь на острове Скеллиг-Майкл
Индонезия: Стоянка древнего человека в Сангриане
Италия: Замок Кастель-дель-Монте
Италия: Трулло — традиционные жилища в городе Альберобелло
Италия: Раннехристианские памятники в городе Равенна
Италия: Исторический центр города Пьенца
Япония: Мемориал мира в Хиросиме в Хиросиме
Япония: Синтоистское Святилище Ицукусима
Марокко: Исторический город Мекнес
Мавритания: Ксары (укреплённые жилища) в Уадане, Шингетти, Тишите и Уалата
Мексика: Доиспанский город Ушмаль
Мексика: Зона исторических памятников в городе Сантьяго-де-Керетаро
Нидерланды: Линия оборонительных сооружений Амстердама
Австрия: Исторический центр города Зальцбург
Австрия: Холл и сады Дворца Шёнбрунн
Португалия: Исторический город Порту
Испания: Исторический центр Куэнка (Испания)
Испания: Комплекс зданий Лонха-де-ла-Седа в Валенсия
Чехия: Культурный ландшафт Леднице-Вальтице
Швеция: «Церковный городок» Гаммельстад вблизи города Лулео

### Природное наследие
Китай: Гора Эмэйшань и Статуя Будды в Лэшане
Швеция: Лапония
Россия : озеро Байкал

### Расширены
Италия: Виченца

### Убраны из Красного списка
Ни один объект не был добавлен в данный раздел.

### Добавлены в Красный список
Гарамба в Демократическом Республике Конго
Национальный парк Горы-Сымен в Эфиопии
Национальный парк Ишкёль в Тунисе
Биосферный резерват Рио-Платано в Гондурасе